# خف السيدة الألاسكي
خف السيدة الألاسكي (الاسم العلمي:Cypripedium alaskanum) هو نوع هجين من النباتات يتبع جنس خف السيدة من الفصيلة السحلبية.